# Гіппій більший (Платон)
Гіппій більший (або Що таке прекрасне? чи Старший Гіппій (грец. Ἱππίας μείζων, Hippías meízōn), щоб відрізнити від Гіппій менший, де діє та сама головна особа) — один із діалогів Платона, хоча його автентичність ставили під сумнів. Він належить до ранніх діалогів, написаних, коли автор був ще молодим. Точна дата невідома, хоча припускають близько 390 до н. е.
У Гіппії більшому Сократ і Гіппій намагаються знайти визначення "прекрасного", але приречені на невдачу через неспроможність сформулювати відповідь, яка охопила б увесь концепт. Грецький термін, уживаний у діалозі, — καλόν, який як прикметник часто означає «гарний», «шляхетний» або «прекрасний». 
Як і в Харміді, Лісіді та Евтифроні, Гіппій більший має «анатрептичну» мету, тобто результат діалогу полягає в спростуванні поширених думок без обов’язкового надання остаточного розв’язку. Концепт чогось цінного самого по собі (хоча й опосередковано) з’являється тут уперше. Діалог можна читати як серйозний філософський твір або як легку сатиричну комедію на двох акторів. Кмітливість Сократа, який уміє сховатися за авторитетом удаваного третього співрозмовника, щоб скерувати дошкульну критику проти Гиппія, надає діалогу комічності.

## Сюжет
В діалозі описано зустріч Сократа зі знаменитим софістом Гіппієм і дано характеристику цього останнього як людини вельми самовпевненої, хвалькуватої, пихатої, яка надто стежить за своїм зовнішнім виглядом. Гіппій описується балакучим, який перемагає неосвічених людей всезнайством, апломбом і блискучими промовами.
Гіппій говорить про прекрасні заняття. Це стає приводом для запитань Сократа. Він запитує що є прекрасним? Гіппій наводить прості аргументи, що прекрасне – прекрасна дівчина. Сократ запитує, а що робить дівчину прекрасною? Сократ просить Гіппія розказати ідею прекрасного, завдяки якій все стає прекрасним. Гіппій наводить приклад золота, що золото все робить прекрасним. Сократ легко розбиває цей аргумент. 
Далі Гіппій наводить схожу аргументацію, що прекрасне є вмінням гарно говорити й мати багато грошей. Сократ легко розбиває його аргументи й Гіппій в кінці вирішує, що це марні розмови і йде. Сократ просить щоб Гіппій описав ідею прекрасного. Він запитує: чи завдяки мудрості мудрі мудреці? У цьому питанні він хоче визначити де ідея, а де її властивості.
В цьому діалозі можна чітко побачити розділ фізичного світу та інтелігібельного. На думку Платона, ідея речі сама не є річчю. Ідея прекрасного не є матеріальною. А саме перебування ейдосів лежить поза межами фізичного світу. Ми можемо споглядати ідеї, парадигми (взірець з грецької) тільки інтелігібельно, умоглядно. На думку філософа, на наш матеріальний світ діють не матеріальні ідеї. Це одна з головних ідей Платона, яка в пізніх діалогах описується детальніше.